# Impressionismo musicale
Con l'espressione impressionismo musicale (o anche musica impressionista) si intende una corrente di musica colta sviluppatasi in Europa (in particolare in Francia) tra la metà dell'XIX secolo e l'inizio del XX secolo avente alcune analogie con l'omonima corrente pittorica e facente capo alle  composizioni di Claude Debussy. Questa espressione è stata data a posteriori dai musicologi poiché lo stesso Debussy non vi si riconosceva del tutto. L'Impressionismo musicale è inoltre strettamente legato alla poetica simbolista.

## Impressioni e sfumature
Come i pittori impressionisti privilegiano la luce, i musicisti che condividono questa sensibilità portano la loro attenzione sul timbro, il “colore” degli strumenti. Il timbro diventa per questi compositori l'elemento più importante della composizione, attraverso il quale esprimere impressioni e suggestioni. Le tecniche di strumentazione utilizzate sono molto raffinate e gli strumenti sono spinti agli estremi limiti della loro estensione. Le sonorità dell'orchestra così ottenute sono leggere, sfumate e trasparenti. La dinamica non raggiunge quasi mai il forte, ma in genere va dal mezzoforte al pianissimo. L'armonia segue le regole tradizionali, ma è molto innovativa e crea un effetto di sospensione. Le melodie usano spesso scale antiche, di tradizione medievale, o ispirate all'Oriente come la scala pentatonica (di cinque suoni) e la scala esatonale (di sei toni). Le atmosfere delle composizioni appaiono così sognanti, vaghe e indeterminate.
L'impressionismo musicale nasce a Parigi e si afferma fra il 1870 e il 1920.

## Caratteristiche
Come nell'impressionismo in arte, nel quale i contorni del disegno non sono più netti ma sfumati, ugualmente nella musica i contorni musicali sono più sfuggenti, volti a comunicare atmosfere immaginarie e sensazioni vaghe. I musicisti cercano di rappresentare la natura e comunicare all'ascoltatore le loro "impressioni", ponendo l'accento sul colore e sul timbro dei suoni; a differenza dei sentimenti forti della musica romantica, tali impressioni sono per di più irreali. In particolare, per quanto riguarda la musica di Debussy, si intende il progressivo dissolversi della forma musicale in favore di costruzioni basate su delle "macchie sonore" attraverso un largo impiego del cromatismo.
L'impressionismo musicale rifiuta quindi le forme tradizionali della musica classica, come la sonata, la sinfonia, e il concerto, affidandosi spesso a pezzi molto brevi.

## Protagonisti
Il fondatore del genere è stato considerato Claude Debussy (1862-1918), che fu considerato dopo Richard Wagner il “padre” della musica moderna; secondo Pierre Boulez però il termine è limitativo nei confronti del compositore e deriva più dai titoli delle sue opere che da una reale motivazione musicale. Debussy e Maurice Ravel sono generalmente considerati i due maggiori impressionisti. Altri importanti rappresentanti furono comunque Erik Satie, Paul Dukas, Alexander Scriabin, Frederick Delius, Ralph Vaughan Williams, Lili Boulanger e Arnold Bax.
Tra gli italiani sono da ricordare invece Ottorino Respighi e Alfredo Casella.